# Białaczów

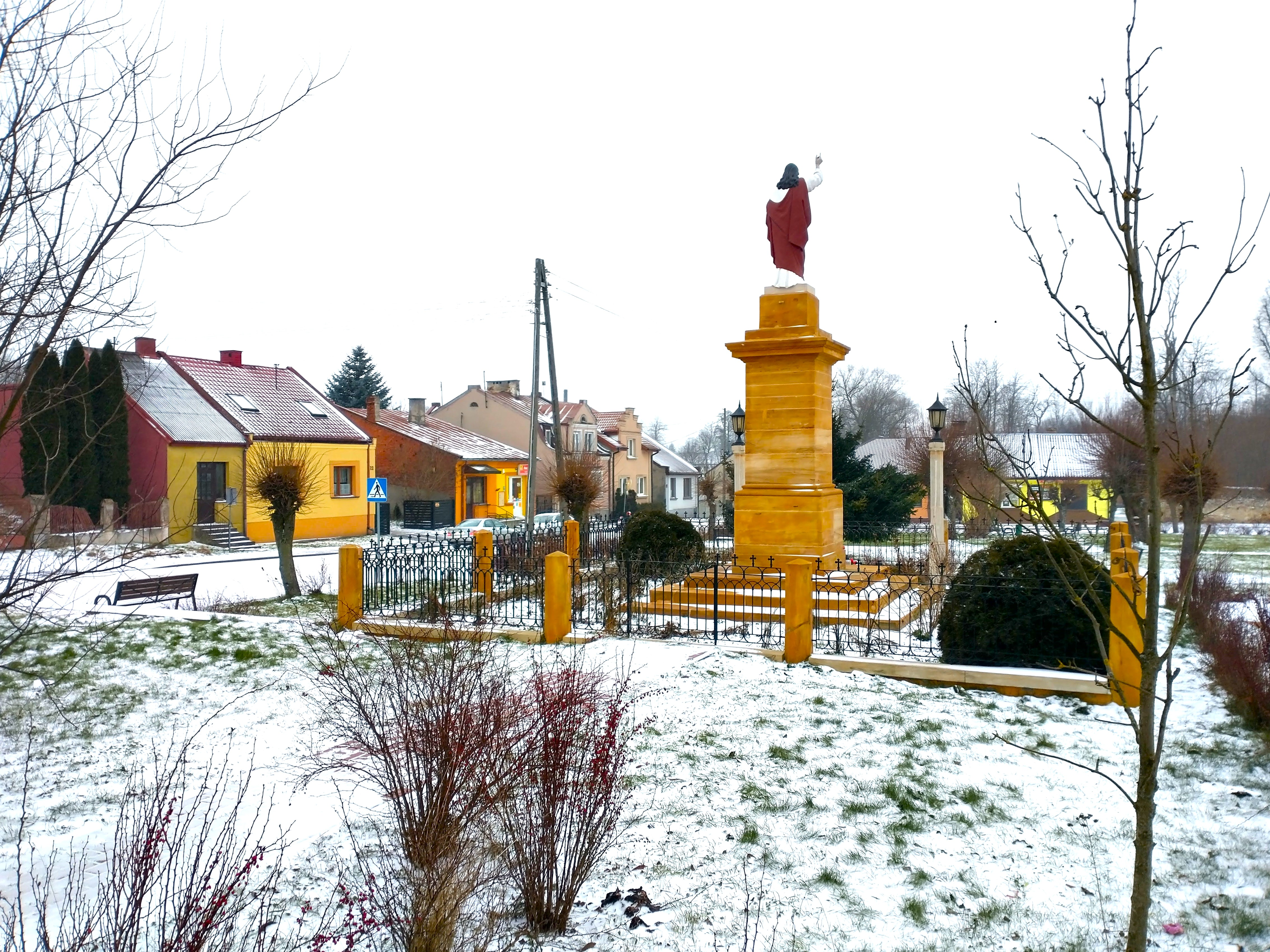
Rynek w Białaczowie (Plac Wolności)

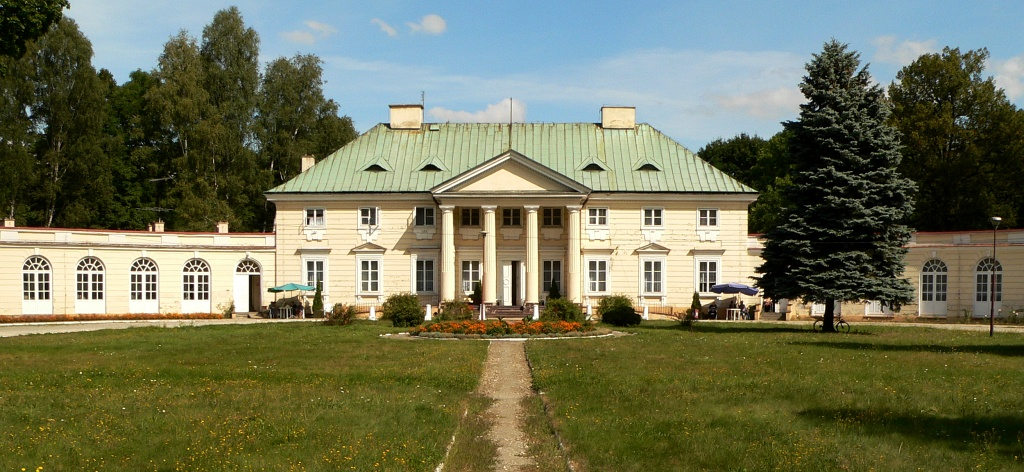
Klasycystyczny pałac Małachowskich

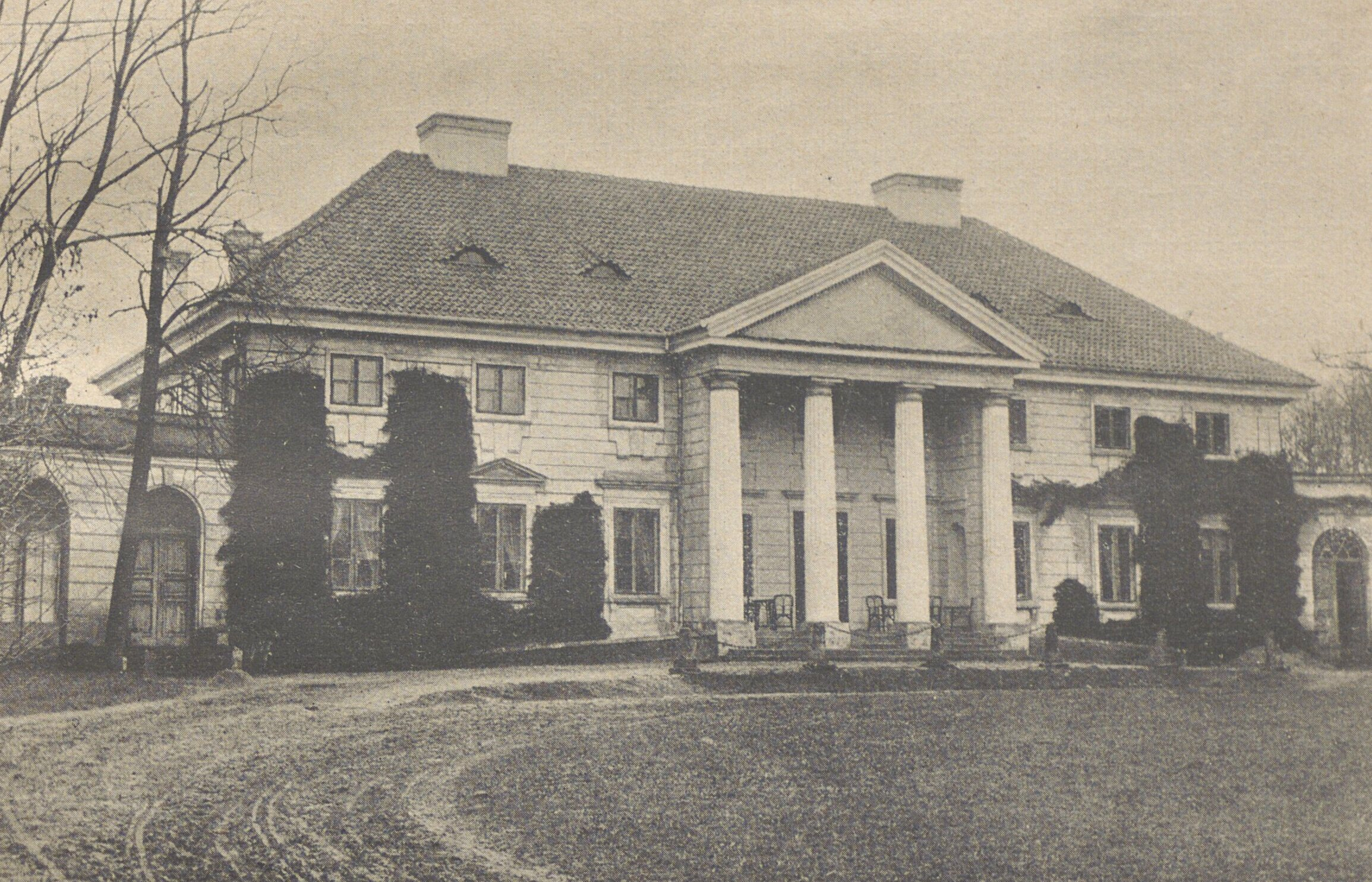
Pałac przed 1925

Białaczów – miasto w Polsce, położone w województwie łódzkim, w powiecie opoczyńskim, w gminie Białaczów, siedziba miejsko-wiejskiej gminy Białaczów oraz rzymskokatolickiej parafii św. Jana Chrzciciela. W pobliżu miejscowości znajduje się rezerwat leśny Białaczów.
Uzyskał lokację miejską w 1456 roku, zdegradowany około 1674 roku, ponownie otrzymał prawa miejskie w 1787 roku. Był miastem prywatnym Królestwa Kongresowego, położony w 1827 roku w powiecie koneckim, w obwodzie opoczyńskim województwa sandomierskiego. Został ponownie pozbawiony praw miejskich 13 stycznia 1870 i włączony do gminy Białaczów w powiecie opoczyńskim. W latach 1867–1954 siedziba wiejskiej gminy Białaczów, 1954–1972 gromady Białaczów, a od 1973 reaktywowanej gminy Białaczów. W latach 1975–1998 należał administracyjnie do  województwa piotrkowskiego. 1 stycznia 2024 odzyskał status miasta.
| SIMC    | Nazwa       | Rodzaj       |
| ------- | ----------- | ------------ |
| 0536367 | Kowalów     | część miasta |
| 0536373 | Stanisławów | część miasta |
| 0536380 | Wygnanów    | część miasta |

## Historia
W XIII wieku miejscowość była własnością Odrowążów i Białaczowskich, w XVIII wieku (od około 1727) i XIX wieku – Małachowskich.
W roku 1827 spisano w Białaczowie 81 domów i 651 mieszkańców. W 1858 roku Białaczów posiadał 77 domów i 900 mieszkańców. W roku 1880 było tu już 94 domów, 1180 mieszkańców. Natomiast Białaczów folwark miał 2590 mórg obszaru, w tym do osady i włościan należało 924 mórg. Parafia Białaczów w dekanacie opoczyńskim liczyła 3981 dusz.
Stanisław Małachowski nadał wolność osobistą ludności wiejskiej, zbudował zakłady przemysłowe w Petrykozach, Rudzie i Parczowie, pałac oraz ratusz dla miejskiej władzy. Zmiana właściciela dóbr białaczowskich miała miejsce w 1888 roku, kiedy w spadku przejął je Ludwik Broel-Plater, jego syn Zygmunt wybudował cegielnię i tartak w Petrykozach. Po I wojnie światowej uregulowane zostały serwituty i przeprowadzona została parcelacja majątków w Parczowie, Petrykozach i Żelazowicach. W roku 1945 majątek białaczowskich został przejęty na rzecz Skarbu Państwa na podstawie dekretu PKWN z dnia 6 września 1944 r. Rodzina Platerów została zmuszona do opuszczenia swej siedziby.
Prawa miejskie otrzymał Białaczów w 1456, potwierdzono je w 1787. Od 1795 miejscowość znalazła się w zaborze austriackim, następnie od 1809 w Księstwie Warszawskim, a od 1815 w Królestwie Polskim. W 1787 ówczesny właściciel miasta, Stanisław Małachowski, nadał mu herb przedstawiający w błękitnej tarczy herbowej splecione inicjały majuskułowe „S” i „M” barwy złotej.
W roku 1870 miejscowość utraciła prawa miejskie.
14 lipca 2011 Białaczów ucierpiał w wyniku burzy, której towarzyszył szkwał. Około 260 zabudowań w gminie uległo zniszczeniu lub uszkodzeniu.

## Zabytki
- Kościół parafialny, pierwszy raz wybudowany w XIII w., odbudowany po pożarze roku w 1511, rozbudowany w latach 1694–1696, a następnie przebudowany w latach 1870 i 1932.
- Klasycystyczny ratusz z 1797.
- Klasycystyczny zespół pałacowy wybudowany w latach 1797–1800 przez Stanisława Małachowskiego. Złożony z budynku głównego, połączonych z nim ćwierćkolistych galerii, oficyny, dwóch pawilonów i parku. W parku pseudośredniowieczne ruiny i oranżeria projektu Franciszka Marii Lanciego. W parku rośnie wiele ciekawych okazów drzew, m.in. tulipanowce. Obecnie obiekt jest siedzibą miejscowego domu pomocy społecznej. W latach 80. budynki pałacowe przeszły gruntowny remont (co jest zasługą ówczesnej dyrektor – mgr Walerii Barbary Budzyńskiej) i odzyskały dawną świetność.
- Budynki folwarczne i gorzelnia z przełomu XVIII i XIX wieku.
- Zajazd z początku XIX wieku.
- Domy w rynku z przełomu XVIII i XIX wieku.